# Obinna Metu
Obinna Metu (né le 12 juillet 1988 à Ogidi (en)) est un athlète nigérian, spécialiste du sprint. 
Le 15 août 2008, il finit 6e de son quart de finale du 100 m des Jeux olympiques 2008 à Pékin en 10 s 27 derrière notamment Usain Bolt, Darvis Patton, et Francis Obikwelu.

En août 2009, il concourt aux championnats du monde 2009 à Berlin et se qualifie pour les quarts de finale du 100 m. Il échoue cependant à ce stade en terminant 6e de sa série, dans laquelle figuraient notamment Tyson Gay, Michael Frater et Jaysuma Saidy Ndure dans un temps de 10 s 36 (+0,1 m/s).

## Palmarès

### Championnats du monde d'athlétisme
- Championnats du monde d'athlétisme de 2007 à Osaka ( Japon)
  - abandon en finale du relais 4 × 100 m

### Championnats du monde junior d'athlétisme
- Championnats du monde junior d'athlétisme de 2006 à Pékin ( Chine)
  - 8e sur 100 m
  - abandon en finale du relais 4 × 100 m

### Meilleures performances
- 100 m : 10 s 50 	-0.5 	8 	WJ	Pékin	16 Aoû 2006
- 200 m : 20 s 63 	-0,6 	1h3 	Alger	21 Jul 2007